# Florin Pătrașcu
Florin Pătrașcu (n. 12 aprilie 1986, Brașov, România)  este un fotbalist român care joacă pentru CS Turnu Severin pe postul de fundaș.